# Moto Guzzi Nevada
Die Moto Guzzi Nevada ist ein Custom-/Cruiser-Motorrad, das von Moto Guzzi in den Hubraum-Versionen Nevada 750 und Nevada 350 von 1991 bis 2015 in Mandello del Lario gebaut wurde. Als direktes Nachfolgemodell kann die V9 angesehen werden.

## Geschichte

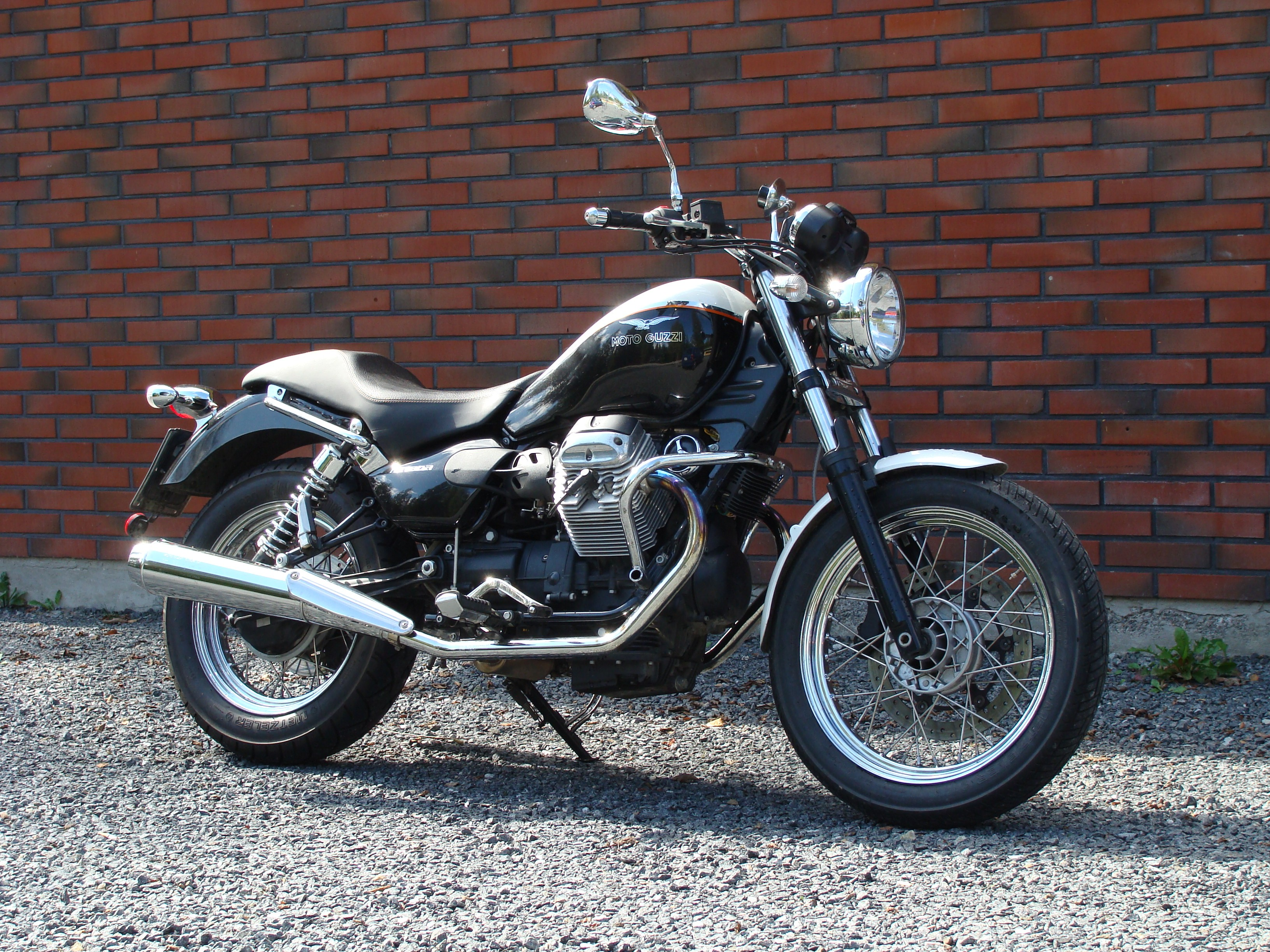
Nevada Anniversario (2011–2013)

Der Ursprung der Nevada 750 bzw. Nevada 350 sind die V65 Florida bzw. V35 Florida. Die V35 war 1977 als günstiges Motorrad mit 350 cm³ Hubraum eingeführt worden. Die Basisversion hatte keinerlei Extras, diese konnten jedoch gegen einen Aufpreis hinzugefügt werden. 1984 kam die V65 C (für „Custom“) als Cruiser-Variante, ein Jahr später entsprechend die V35 C auf den Markt. Beide Hubraum-Varianten waren nicht erfolgreich. 1986 wurden die etwas teureren, aber besser aussehenden und deutlich erfolgreicheren V65 Florida und V35 Florida (zuerst parallel) eingeführt.
Für die Nachfolgemodelle wurde aus Marketing-Gründen beschlossen, einen neuen Namen ebenfalls nach einem US-Bundesstaat zu vergeben. So kam nach der California (seit 1976) und der Florida (seit 1986) im Modelljahr 1991 die Nevada 750 mit dem 1989 in der 750 SP eingeführten 744-cm³-Motor. Dem Cruiser wurde auch ein neues Gesicht gegeben, das es dem Modell erlaubte, bis in die 2010er Jahre zu bestehen und das meistverkaufte individuelle Motorrad in Italien zu werden. Es folgte ein Jahr später mit der Nevada 350 eine Version mit dem auch übernommenen 346-cm³-Motor.
Die Produktion der 350-cm³-Version wurde Ende 1995 vorerst eingestellt, ab 1997 wurde der 346-cm³-Motor nicht mehr produziert. Im Modelljahr 1998 tauchte parallel zur Variante Nevada 750 Club auch erneut eine Nevada 350 Club auf, die jedoch bereits Ende 1999 wieder aus dem Katalog verschwand.
Im Jahr 2002 folgte eine Neugestaltung mit wichtigen Änderungen. Das Modell teilt sich die meisten Bauteile mit der ein Jahr später eingeführten Breva 750. Der luftgekühlte V2-Motor hat weiterhin 744 cm³ Hubraum und leistet 36 kW (48 PS) bei 6800 min−1. Er ist mit elektronischer Einspritzung, geregeltem Katalysator und Lambdasonde ausgestattet.
Die letzte Standardvariante war 2008 die Nevada 750 Classic. Ab dem Modelljahr 2010 wurde für die drei ähnlichen Modelle Nevada (750 cm³), Bellagio (940 cm³) und California (1100 cm³) die Variante „Aquila Nera“ (auf Deutsch: schwarzer Adler) mit mattschwarzer Lackierung und weiteren schwarzen Komponenten angeboten. Das Tankemblem ist ein weißer Transferaufkleber mit dem Adler und „Moto Guzzi“ in Konturschrift. Eine spezielle Jubiläumsversion, genannt Nevada 750 Anniversario, erschien 2011 für das 20-jährige Jubiläum der Nevada-Reihe und das 90-jährige Firmenjubiläum und wurde bis 2013 verkauft. Die Nevada wurde bis Ende 2015 hergestellt.
Produktionszahlen
- Motoren mit Vergasern[3]

| Jahr    | 1989 | 1990 | 1991 | 1992 | 1993 | 1994 | 1995 | 1996 | 1997 | 1998 | 1999 | 2000 | 2001 | 2002 | 2003 |
| ------- | ---- | ---- | ---- | ---- | ---- | ---- | ---- | ---- | ---- | ---- | ---- | ---- | ---- | ---- | ---- |
| 350 cm³ | –    | –    | 88   | 233  | 200  | 221  | 275  | –    | –    | ?    | ?    | –    | –    | –    | –    |
| 750 cm³ | 1    | 2    | 451  | 228  | 227  | 345  | 554  | ?    | ?    | ?    | ?    | ?    | ?    | ?    | ?    |

- Motoren mit elektronischer Einspritzung

| Jahr    | 2004 | 2005 | 2006 | 2007 | 2008 | 2009 | 2010 | 2011 | 2012 | 2013 | 2014 | 2015 |
| ------- | ---- | ---- | ---- | ---- | ---- | ---- | ---- | ---- | ---- | ---- | ---- | ---- |
| 750 cm³ | ?    | ?    | ?    | ?    | ?    | ?    | ?    | ?    | ?    | ?    | ?    | ?    |

## Varianten
Angegeben werden hier die Produktionsjahre, die von den Modelljahren leicht abweichen können.
- Nevada 350 (1991–1994)[6][7]
- Nevada 350 Club (1998–1999)
- Nevada 750 1. Serie (1990–1993)
- Nevada 750 2. Serie (1994–1997)[6]
- Nevada 750 (1998–2001)
- Nevada 750 Club (1998–2001)
- Nevada 750 (2002–2006)
- Nevada 750 Club (2002–2006)[3]
- Nevada 750 Classic i.e. (2004–2009)[8]
- Nevada 750 S.E. 07 (2008–2011)
- Nevada 750 Classic (2009–2015)
- Nevada 750 Aquila nera (2010–2015)[3][9]
- Nevada 750 Anniversario (2011)[3]

## Version für die Polizei

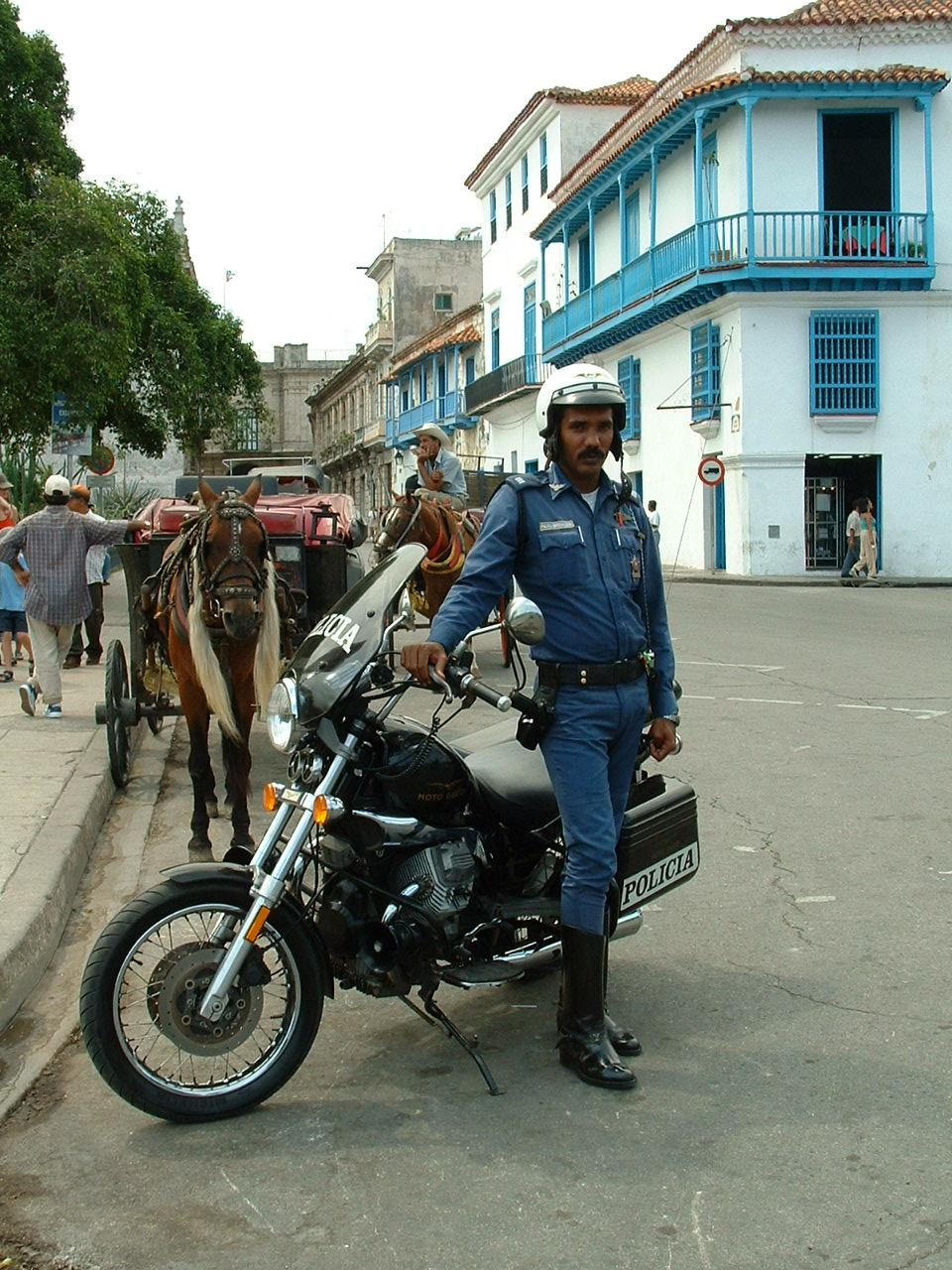
Moto Guzzi Nevada 750 Cuba der kubanischen Polizei

In Kuba nutzt die Verkehrspolizei immer noch die Nevada 750 Cuba.